# Taça de Ouro 1983
Die Taça de Ouro 1983 war die 27. Spielzeit der brasilianischen Série A.

## Saisonverlauf
Der Wettbewerb startete am 23. Januar 1983 in seine neue Saison und endete am 29. Mai 1983. Die Meisterschaft wurde vom nationalen Verband CBF ausgerichtet. Am Ende der Saison konnte der CR Flamengo seinen dritten Titel feiern, welcher innerhalb von vier Jahren erreicht werden konnte. Die Meisterschaft war gespickt mit zahlreichen Nationalspielern wie Zico, Leandro, Bebeto, Carlos Mozer u. a.
Nach der Saison wurden wie jedes Jahr Auszeichnungen an die besten Spieler des Jahres vergeben. Der „Goldene Ball“, vergeben von der Sportzeitschrift Placar, ging an Roberto Costa vom Athletico Paranaense. Torschützenkönig wurde mit 22 Treffern Serginho Chulapa vom FC Santos.
Im Durchschnitt besuchten 22.953 Fans ein Spiel.

### Teilnehmer
Als Teilnehmer wurden zunächst festgelegt die 38 besten Mannschaften der Staatsmeisterschaften. Das Feld wurde dann noch aufgefüllt um eine Mannschaft aus dem historischen Best of des Verbandes, welche noch nicht über die erste Auswahl qualifiziert waren. Vervollständigt wurde die Runde mit dem Meister der Serie B 1982 Campo Grande AC. Des Weiteren kamen die besten vier Mannschaften des Taça de Prata (zweite Liga) 1983 hinzu, welche aber erst in der zweiten Runde des Wettbewerbs antraten.
6 Teilnehmer aus der Staatsmeisterschaft von São Paulo
- Associação Ferroviária de Esportes
- SC Corinthians
- CA Juventus
- SE Palmeiras
- AA Ponte Preta
- FC São Paulo

5 Teilnehmer aus der Staatsmeisterschaft von Rio de Janeiro
- America FC (RJ)
- Botafogo FR
- CR Flamengo
- Fluminense FC
- CR Vasco da Gama

2 Teilnehmer aus der Staatsmeisterschaft von Rio Grande do Sul
- Grêmio FBPA
- SC Internacional

2 Teilnehmer aus der Staatsmeisterschaft von Bahia
- EC Bahia
- Galícia EC

2 Teilnehmer aus der Staatsmeisterschaft von Ceará
- Ferroviário AC (CE)
- Fortaleza EC

2 Teilnehmer aus der Staatsmeisterschaft von Goiás
- Goiás EC
- Vila Nova FC

2 Teilnehmer aus der Staatsmeisterschaft von Minas Gerais
- Atlético Mineiro
- Cruzeiro EC

2 Teilnehmer aus der Staatsmeisterschaft von Paraná
- Athletico Paranaense
- Colorado EC

2 Teilnehmer aus der Staatsmeisterschaft von Pernambuco
- Náutico Capibaribe
- Sport Recife

1 Teilnehmer aus der Staatsmeisterschaft von Alagoas
- CS Alagoano

1 Teilnehmer aus der Staatsmeisterschaft von Amazonas
- Atlético Rio Negro Clube (AM)

1 Teilnehmer aus der Distriktmeisterschaft von Brasília
- Brasília FC

1 Teilnehmer aus der Staatsmeisterschaft von Espírito Santo
- Rio Branco AC

1 Teilnehmer aus der Staatsmeisterschaft von Maranhão
- Moto Club de São Luís

1 Teilnehmer aus der Staatsmeisterschaft von Mato Grosso
- Mixto EC

1 Teilnehmer aus der Staatsmeisterschaft von Mato Grosso do Sul
- EC Comercial (MS)

1 Teilnehmer aus der Staatsmeisterschaft von Pará
- Paysandu SC

1 Teilnehmer aus der Staatsmeisterschaft von Paraíba
- FC Treze

1 Teilnehmer aus der Staatsmeisterschaft von Piauí
- SE Tiradentes

1 Teilnehmer aus der Staatsmeisterschaft von Rio Grande do Norte
- América FC (RN)

1 Teilnehmer aus der Staatsmeisterschaft von Santa Catarina
- Joinville EC

1 Teilnehmer aus der Staatsmeisterschaft von Sergipe
- CS Sergipe

Der Teilnehmer aus dem historischen Best of des Verbandes
- FC Santos

Meister des Taça de Prata 1982
- Campo Grande AC

Vier Teilnehmer aus Taça de Prata 1983
- Americano FC (RJ)
- Botafogo FC (SP)
- Guarani FC
- Uberaba SC

### Modus
Die teilnehmenden Mannschaften wurden zunächst in acht Hauptgruppen aufgeteilt, die nebeneinander Vorrundenspiele austrugen.
1. Runde:
In den Gruppen A bis H spielten die Mannschaften in Gruppen zu fünft mit Hin- und Rückrunde. Die besten drei einer Gruppe zogen direkt in die nächste Runde ein. Die viertplatzierten jeder Gruppe kamen in eine Ausscheidungsrunde.
Ausscheidungsrunde:
Die acht Mannschaften spielten in vier Paarungen einmal gegeneinander. Die Sieger dieser Spiele vervollständigten das Teilnehmerfeld der zweiten Runde.
2. Runde:
In den Gruppen I bis P spielten die Mannschaften in Gruppen zu viert mit Hin- und Rückrunde. Die besten zwei einer Gruppe zogen direkt in die nächste Runde ein.
3. Runde:
In den Gruppen Q bis T spielten die Mannschaften in Gruppen zu viert mit Hin- und Rückrunde. Die besten zwei einer Gruppe zogen ins Viertelfinale ein.
Finalrunde:
Vom Viertelfinale bis zum Finale wurden alle Spiele in Hin- und Rückspielen ausgetragen.
Gesamttabelle:
Aus den Ergebnissen aller Spiele wurde eine Gesamttabelle gebildet. Diese wird vom nationalen Verband zur Berechnung der ewigen Bestenliste genutzt.

## 1. Runde

### Gruppe A
| Pl. | Verein                        | Sp. | S | U | N | Tore    | Diff. | Punkte |
| --- | ----------------------------- | --- | - | - | - | ------- | ----- | ------ |
| 1.  | FC Santos                     | 8   | 6 | 1 | 1 | 017:800 | +9    | 13     |
| 2.  | CR Flamengo (M)               | 8   | 5 | 2 | 1 | 024:110 | +13   | 12     |
| 3.  | Atlético Rio Negro Clube (AM) | 8   | 2 | 2 | 4 | 004:150 | −11   | 06     |
| 4.  | Paysandu SC                   | 8   | 2 | 1 | 5 | 012:150 | −3    | 05     |
| 5.  | Moto Club de São Luís         | 8   | 0 | 4 | 4 | 006:140 | −8    | 04     |

| (M) | Meister des Vorjahres |

### Gruppe B
| Pl. | Verein               | Sp. | S | U | N | Tore    | Diff. | Punkte |
| --- | -------------------- | --- | - | - | - | ------- | ----- | ------ |
| 1.  | AA Ponte Preta       | 8   | 4 | 2 | 2 | 012:900 | +3    | 10     |
| 2.  | Grêmio FBPA          | 8   | 3 | 3 | 2 | 010:500 | +5    | 09     |
| 3.  | Athletico Paranaense | 8   | 3 | 2 | 3 | 012:110 | +1    | 08     |
| 4.  | Campo Grande AC      | 8   | 2 | 3 | 3 | 005:900 | −4    | 07     |
| 5.  | Joinville EC         | 8   | 2 | 2 | 4 | 007:120 | −5    | 06     |

### Gruppe C
| Pl. | Verein          | Sp. | S | U | N | Tore    | Diff. | Punkte |
| --- | --------------- | --- | - | - | - | ------- | ----- | ------ |
| 1.  | FC São Paulo    | 8   | 5 | 3 | 0 | 013:100 | +12   | 13     |
| 2.  | América FC (RN) | 8   | 4 | 1 | 3 | 007:900 | −2    | 09     |
| 3.  | CS Sergipe      | 8   | 3 | 2 | 3 | 009:120 | −3    | 08     |
| 4.  | Sport Recife    | 8   | 2 | 3 | 3 | 010:100 | ±0    | 07     |
| 5.  | Galícia EC      | 8   | 0 | 3 | 5 | 002:900 | −7    | 03     |

### Gruppe D
| Pl. | Verein         | Sp. | S | U | N | Tore    | Diff. | Punkte |
| --- | -------------- | --- | - | - | - | ------- | ----- | ------ |
| 1.  | SC Corinthians | 8   | 6 | 0 | 2 | 025:100 | +15   | 12     |
| 2.  | Fluminense FC  | 8   | 4 | 1 | 3 | 013:700 | +6    | 09     |
| 3.  | SE Tiradentes  | 8   | 4 | 1 | 3 | 011:210 | −10   | 09     |
| 4.  | CS Alagoano    | 8   | 2 | 2 | 4 | 012:120 | ±0    | 06     |
| 5.  | Fortaleza EC   | 8   | 0 | 4 | 4 | 006:170 | −11   | 04     |

### Gruppe E
| Pl. | Verein            | Sp. | S | U | N | Tore    | Diff. | Punkte |
| --- | ----------------- | --- | - | - | - | ------- | ----- | ------ |
| 1.  | SE Palmeiras      | 8   | 6 | 2 | 0 | 017:200 | +15   | 14     |
| 2.  | EC Comercial (MS) | 8   | 4 | 2 | 2 | 009:700 | +2    | 10     |
| 3.  | EC Bahia          | 8   | 3 | 2 | 3 | 007:900 | −2    | 08     |
| 4.  | Goiás EC          | 8   | 2 | 1 | 5 | 007:120 | −5    | 05     |
| 5.  | Mixto EC          | 8   | 1 | 1 | 6 | 007:170 | −10   | 03     |

### Gruppe F
| Pl. | Verein           | Sp. | S | U | N | Tore    | Diff. | Punkte |
| --- | ---------------- | --- | - | - | - | ------- | ----- | ------ |
| 1.  | America FC (RJ)  | 8   | 6 | 1 | 1 | 017:700 | +10   | 13     |
| 2.  | Atlético Mineiro | 8   | 5 | 2 | 1 | 013:500 | +8    | 12     |
| 3.  | Vila Nova FC     | 8   | 3 | 1 | 4 | 009:100 | −1    | 07     |
| 4.  | CA Juventus      | 8   | 1 | 3 | 4 | 005:100 | −5    | 05     |
| 5.  | Rio Branco AC    | 8   | 1 | 1 | 6 | 004:160 | −12   | 03     |

### Gruppe G
| Pl. | Verein           | Sp. | S | U | N | Tore    | Diff. | Punkte |
| --- | ---------------- | --- | - | - | - | ------- | ----- | ------ |
| 1.  | AFE              | 8   | 5 | 2 | 1 | 010:400 | +6    | 12     |
| 2.  | Colorado EC      | 8   | 4 | 2 | 2 | 009:400 | +5    | 10     |
| 3.  | SC Internacional | 8   | 3 | 2 | 3 | 006:600 | ±0    | 08     |
| 4.  | Botafogo FR      | 8   | 2 | 2 | 4 | 007:900 | −2    | 06     |
| 5.  | Brasília FC      | 8   | 1 | 2 | 5 | 005:140 | −9    | 04     |

### Gruppe H
| Pl. | Verein              | Sp. | S | U | N | Tore    | Diff. | Punkte |
| --- | ------------------- | --- | - | - | - | ------- | ----- | ------ |
| 1.  | Náutico Capibaribe  | 8   | 5 | 2 | 1 | 020:700 | +13   | 12     |
| 2.  | CR Vasco da Gama    | 8   | 4 | 4 | 0 | 014:400 | +10   | 12     |
| 3.  | Cruzeiro EC         | 8   | 4 | 3 | 1 | 014:700 | +7    | 11     |
| 4.  | Ferroviário AC (CE) | 8   | 1 | 1 | 6 | 005:170 | −12   | 03     |
| 5.  | FC Treze            | 8   | 1 | 0 | 7 | 007:250 | −18   | 02     |

## Ausscheidungsrunde
|              | Ergebnis  |                     |
| ------------ | --------- | ------------------- |
| Paysandu SC  | 1:3       | Campo Grande AC     |
| Sport Recife | 2:1       | CS Alagoano         |
| Goiás EC     | 3:2 n. V. | CA Juventus         |
| Botafogo FR  | 3:1       | Ferroviário AC (CE) |

## 2. Runde
Neben den direkt qualifizierten Mannschaften und den Qualifikanten aus der Ausscheidungsrunde, vervollständigen die vier Teilnehmer aus Taça de Prata 1983 das Feld (Americano FC (RJ), Botafogo FC (SP), Guarani FC, Uberaba SC).

### Gruppe I
| Pl. | Verein            | Sp. | S | U | N | Tore    | Diff. | Punkte |
| --- | ----------------- | --- | - | - | - | ------- | ----- | ------ |
| 1.  | FC Santos         | 6   | 2 | 4 | 0 | 015:700 | +8    | 08     |
| 2.  | Guarani FC        | 6   | 2 | 4 | 0 | 009:600 | +3    | 08     |
| 3.  | Cruzeiro EC       | 6   | 2 | 2 | 2 | 007:100 | −3    | 06     |
| 4.  | EC Comercial (MS) | 6   | 0 | 2 | 4 | 007:150 | −8    | 02     |

### Gruppe J
| Pl. | Verein           | Sp. | S | U | N | Tore    | Diff. | Punkte |
| --- | ---------------- | --- | - | - | - | ------- | ----- | ------ |
| 1.  | Atlético Mineiro | 6   | 3 | 2 | 1 | 011:700 | +4    | 08     |
| 2.  | Sport Recife     | 6   | 2 | 2 | 2 | 007:600 | +1    | 06     |
| 3.  | SC Internacional | 6   | 2 | 2 | 2 | 007:700 | ±0    | 06     |
| 4.  | AA Ponte Preta   | 6   | 1 | 2 | 3 | 006:110 | −5    | 04     |

### Gruppe K
| Pl. | Verein       | Sp. | S | U | N | Tore    | Diff. | Punkte |
| --- | ------------ | --- | - | - | - | ------- | ----- | ------ |
| 1.  | FC São Paulo | 6   | 5 | 1 | 0 | 021:400 | +17   | 11     |
| 2.  | Colorado EC  | 6   | 3 | 1 | 2 | 008:120 | −4    | 07     |
| 3.  | Uberaba SC   | 6   | 1 | 1 | 4 | 009:140 | −5    | 03     |
| 4.  | Vila Nova FC | 6   | 1 | 1 | 4 | 005:130 | −8    | 03     |

### Gruppe L
| Pl. | Verein           | Sp. | S | U | N | Tore    | Diff. | Punkte |
| --- | ---------------- | --- | - | - | - | ------- | ----- | ------ |
| 1.  | SC Corinthians   | 6   | 2 | 4 | 0 | 007:300 | +4    | 08     |
| 2.  | CR Vasco da Gama | 6   | 1 | 4 | 1 | 006:500 | +1    | 06     |
| 3.  | EC Bahia         | 6   | 1 | 4 | 1 | 003:300 | ±0    | 06     |
| 4.  | Campo Grande AC  | 6   | 1 | 2 | 3 | 005:100 | −5    | 04     |

### Gruppe M
| Pl. | Verein            | Sp. | S | U | N | Tore    | Diff. | Punkte |
| --- | ----------------- | --- | - | - | - | ------- | ----- | ------ |
| 1.  | SE Palmeiras      | 6   | 3 | 3 | 0 | 017:500 | +12   | 09     |
| 2.  | CR Flamengo (M)   | 6   | 3 | 2 | 1 | 012:700 | +5    | 08     |
| 3.  | Americano FC (RJ) | 6   | 1 | 4 | 1 | 005:700 | −2    | 06     |
| 4.  | SE Tiradentes     | 6   | 0 | 1 | 5 | 002:170 | −15   | 01     |

| (M) | Meister des Vorjahres |

### Gruppe N
| Pl. | Verein          | Sp. | S | U | N | Tore    | Diff. | Punkte |
| --- | --------------- | --- | - | - | - | ------- | ----- | ------ |
| 1.  | America FC (RJ) | 6   | 3 | 2 | 1 | 012:100 | +2    | 08     |
| 2.  | Grêmio FBPA     | 6   | 2 | 3 | 1 | 013:700 | +6    | 07     |
| 3.  | Botafogo FR     | 6   | 2 | 3 | 1 | 012:700 | +5    | 07     |
| 4.  | CS Sergipe      | 6   | 1 | 0 | 5 | 009:220 | −13   | 02     |

### Gruppe O
| Pl. | Verein               | Sp. | S | U | N | Tore    | Diff. | Punkte |
| --- | -------------------- | --- | - | - | - | ------- | ----- | ------ |
| 1.  | AFE                  | 6   | 3 | 3 | 0 | 010:300 | +7    | 09     |
| 2.  | Athletico Paranaense | 6   | 3 | 2 | 1 | 008:500 | +3    | 08     |
| 3.  | Botafogo FC (SP)     | 6   | 3 | 1 | 2 | 004:300 | +1    | 07     |
| 4.  | América FC (RN)      | 6   | 0 | 0 | 6 | 004:150 | −11   | 0      |

### Gruppe P
| Pl. | Verein                        | Sp. | S | U | N | Tore    | Diff. | Punkte |
| --- | ----------------------------- | --- | - | - | - | ------- | ----- | ------ |
| 1.  | Goiás EC                      | 6   | 3 | 2 | 1 | 005:500 | ±0    | 08     |
| 2.  | Náutico Capibaribe            | 6   | 3 | 1 | 2 | 012:500 | +7    | 07     |
| 3.  | Fluminense FC                 | 6   | 2 | 2 | 2 | 006:500 | +1    | 06     |
| 4.  | Atlético Rio Negro Clube (AM) | 6   | 1 | 1 | 4 | 004:120 | −8    | 03     |

## 3. Runde

### Gruppe Q
| Pl. | Verein             | Sp. | S | U | N | Tore    | Diff. | Punkte |
| --- | ------------------ | --- | - | - | - | ------- | ----- | ------ |
| 1.  | FC Santos          | 6   | 3 | 2 | 1 | 007:600 | +1    | 08     |
| 2.  | CR Vasco da Gama   | 6   | 2 | 3 | 1 | 007:500 | +2    | 07     |
| 3.  | SE Palmeiras       | 6   | 1 | 3 | 2 | 010:800 | +2    | 05     |
| 4.  | Náutico Capibaribe | 6   | 1 | 2 | 3 | 007:120 | −5    | 04     |

### Gruppe R
| Pl. | Verein               | Sp. | S | U | N | Tore    | Diff. | Punkte |
| --- | -------------------- | --- | - | - | - | ------- | ----- | ------ |
| 1.  | Atlético Mineiro     | 6   | 5 | 1 | 0 | 012:300 | +9    | 11     |
| 2.  | Athletico Paranaense | 6   | 2 | 2 | 2 | 007:800 | −1    | 06     |
| 3.  | Colorado EC          | 6   | 2 | 0 | 4 | 008:130 | −5    | 04     |
| 4.  | America FC (RJ)      | 6   | 1 | 1 | 4 | 011:140 | −3    | 03     |

### Gruppe S
| Pl. | Verein       | Sp. | S | U | N | Tore    | Diff. | Punkte |
| --- | ------------ | --- | - | - | - | ------- | ----- | ------ |
| 1.  | FC São Paulo | 6   | 3 | 1 | 2 | 012:900 | +3    | 07     |
| 2.  | Sport Recife | 6   | 3 | 1 | 2 | 009:700 | +2    | 07     |
| 3.  | Grêmio FBPA  | 6   | 2 | 3 | 1 | 011:140 | −3    | 07     |
| 4.  | AFE          | 6   | 1 | 1 | 4 | 007:150 | −8    | 03     |

### Gruppe T
| Pl. | Verein          | Sp. | S | U | N | Tore    | Diff. | Punkte |
| --- | --------------- | --- | - | - | - | ------- | ----- | ------ |
| 1.  | CR Flamengo (M) | 6   | 3 | 2 | 1 | 011:600 | +5    | 08     |
| 2.  | Goiás EC        | 6   | 2 | 3 | 1 | 007:700 | ±0    | 07     |
| 3.  | SC Corinthians  | 6   | 2 | 2 | 2 | 010:100 | ±0    | 06     |
| 4.  | Guarani FC      | 6   | 0 | 3 | 3 | 003:800 | −5    | 03     |

| (M) | Meister des Vorjahres |

## Viertelfinale
Die Entscheidung zwischen dem Goiás EC und dem FC Santos fiel aufgrund des besseren Abschneidens in der dritten Runde.
|                      | Gesamt |                  | Hinspiel | Rückspiel |
| -------------------- | ------ | ---------------- | -------- | --------- |
| Athletico Paranaense | 2:2    | FC São Paulo     | 2:1      | 0:1       |
| CR Vasco da Gama     | 2:3    | CR Flamengo      | 1:2      | 1:1       |
| Goiás EC             | 2:2    | FC Santos        | 0:0      | 2:2       |
| Sport Recife         | 1:4    | Atlético Mineiro | 0:0      | 1:4       |

## Halbfinale
|             | Gesamt |                      | Hinspiel | Rückspiel |
| ----------- | ------ | -------------------- | -------- | --------- |
| FC Santos   | 2:1    | Atlético Mineiro     | 2:1      | 0:0       |
| CR Flamengo | 3:2    | Athletico Paranaense | 3:0      | 0:2       |

## Finale

### Hinspiel
| FC Santos                                 | FC Santos | CR Flamengo | CR Flamengo |
| ----------------------------------------- | --- | --- | ----------- |
| FC Santos                                 | \| 18. Mai 1983 in Rio de Janeiro (Maracanã) \| \| Ergebnis: 2:1 (1:0) \| \| Zuschauer: 114.481 \| \| Schiedsrichter: José de Assis Aragão \|                                       | \| 18. Mai 1983 in Rio de Janeiro (Maracanã) \| \| Ergebnis: 2:1 (1:0) \| \| Zuschauer: 114.481 \| \| Schiedsrichter: José de Assis Aragão \|                     | CR Flamengo |
| FC Santos                                 | Marolla, Toninho Oliveira, Márcio, Toninho Carlos, Gilberto Sorriso, Lino, Paulo Isidoro, Pita, Enéas (Paulinho Batistote), Serginho Chulapa, João Paulo Cheftrainer: Chico Formiga | Raul Plassmann, Leandro, Marinho, Carlos Mozer, Júnior, Bigu, Adílio, Zico, Elder (Bebeto), Baltazar, Júlio César (Robertinho) Cheftrainer: Carlos Alberto Torres | CR Flamengo |
| FC Santos                                 | 1:0 Pita (25.) 2:0 Serginho Chulapa (63.) | 2:1 Baltazar (67.) | CR Flamengo |
| FC Santos                                 | Zico | | CR Flamengo |
| 18. Mai 1983 in Rio de Janeiro (Maracanã) | | |             |
| Ergebnis: 2:1 (1:0)                       | | |             |
| Zuschauer: 114.481                        | | |             |
| Schiedsrichter: José de Assis Aragão      | | |             |

### Rückspiel
| CR Flamengo                                    | CR Flamengo | FC Santos | FC Santos |
| ---------------------------------------------- | --- | --- | --------- |
| CR Flamengo                                    | \| 29. Mai 1983 in São Paulo (Estádio do Morumbi) \| \| Ergebnis: 3:0 (2:0) \| \| Zuschauer: 155.523 \| \| Schiedsrichter: Arnaldo Cézar Coelho \|                 | \| 29. Mai 1983 in São Paulo (Estádio do Morumbi) \| \| Ergebnis: 3:0 (2:0) \| \| Zuschauer: 155.523 \| \| Schiedsrichter: Arnaldo Cézar Coelho \|                                                                 | FC Santos |
| CR Flamengo                                    | Raul Plassmann, Leandro, Marinho, Figueiredo, Júnior, Andrade, Adílio, Zico, Elder, Baltazar (Robertinho), Júlio César (Ademar) Cheftrainer: Carlos Alberto Torres | Marolla, Toninho Oliveira, Joãozinho, Toninho Carlos, Gilberto Sorriso, Toninho Silva (Paulinho Batistote), Paulo Isidoro, Pita, Enéas (Serginho Dourado), Serginho Chulapa, João Paulo Cheftrainer: Chico Formiga | FC Santos |
| CR Flamengo                                    | 1:0 Zico (1.) 2:0 Leandro (39.) 3:0 Adílio (89.) | | FC Santos |
| CR Flamengo                                    | Marinho, Figueiredo | Joãozinho, Toninho Carlos, Pita, João Paulo | FC Santos |
| 29. Mai 1983 in São Paulo (Estádio do Morumbi) | | |           |
| Ergebnis: 3:0 (2:0)                            | | |           |
| Zuschauer: 155.523                             | | |           |
| Schiedsrichter: Arnaldo Cézar Coelho           | | |           |

## Abschlusstabelle
Die Tabelle diente lediglich zur Feststellung der Platzierung der einzelnen Mannschaften in der Saison. Sie setzt sich zusammen aus allen ausgetragenen Spielen. In der Sortierung hat das Erreichen der jeweiligen Finalphase Vorrang vor den erzielten Punkten. Die Spiele aus der Ausscheidungsrunde fanden keine Berücksichtigung.
| Pl. | Verein                        | Sp. | S  | U  | N | Tore    | Diff. | Punkte |
| --- | ----------------------------- | --- | -- | -- | - | ------- | ----- | ------ |
| 1.  | CR Flamengo (M)               | 26  | 14 | 7  | 5 | 057:300 | +27   | 35     |
| 2.  | FC Santos                     | 26  | 13 | 10 | 3 | 045:280 | +17   | 36     |
| 3.  | Atlético Mineiro              | 24  | 14 | 7  | 3 | 041:180 | +23   | 35     |
| 4.  | Athletico Paranaense          | 24  | 11 | 6  | 7 | 032:280 | +4    | 28     |
| 5.  | FC São Paulo                  | 22  | 13 | 5  | 4 | 047:170 | +30   | 31     |
| 6.  | CR Vasco da Gama              | 22  | 7  | 12 | 3 | 029:170 | +12   | 26     |
| 7.  | Goiás EC                      | 22  | 7  | 8  | 7 | 021:260 | −5    | 22     |
| 8.  | Sport Recife                  | 22  | 7  | 7  | 8 | 027:270 | ±0    | 21     |
| 9.  | SE Palmeiras                  | 20  | 10 | 8  | 2 | 044:150 | +29   | 28     |
| 10. | SC Corinthians                | 20  | 10 | 6  | 4 | 042:230 | +19   | 26     |
| 11. | America FC (RJ)               | 20  | 10 | 4  | 6 | 040:310 | +9    | 24     |
| 12. | AFE                           | 20  | 9  | 6  | 5 | 027:220 | +5    | 24     |
| 13. | Náutico Capibaribe            | 20  | 9  | 5  | 6 | 039:240 | +15   | 23     |
| 14. | Grêmio FBPA                   | 20  | 7  | 9  | 4 | 037:230 | +14   | 23     |
| 15. | Colorado EC                   | 20  | 9  | 3  | 8 | 025:290 | −4    | 21     |
| 16. | Guarani FC                    | 12  | 2  | 7  | 3 | 012:140 | −2    | 11     |
| 17. | Cruzeiro EC                   | 14  | 6  | 5  | 3 | 021:170 | +4    | 17     |
| 18. | Fluminense FC                 | 14  | 6  | 3  | 5 | 019:120 | +7    | 15     |
| 19. | SC Internacional              | 14  | 5  | 4  | 5 | 013:130 | ±0    | 14     |
| 20. | AA Ponte Preta                | 14  | 5  | 4  | 5 | 018:200 | −2    | 14     |
| 21. | EC Bahia                      | 14  | 4  | 6  | 4 | 010:120 | −2    | 14     |
| 22. | Botafogo FR                   | 14  | 4  | 5  | 5 | 019:160 | +3    | 13     |
| 23. | EC Comercial (MS)             | 14  | 4  | 4  | 6 | 016:220 | −6    | 12     |
| 24. | Campo Grande AC               | 14  | 3  | 5  | 6 | 010:190 | −9    | 11     |
| 25. | Vila Nova FC                  | 14  | 4  | 2  | 8 | 014:230 | −9    | 10     |
| 26. | CS Sergipe                    | 14  | 4  | 2  | 8 | 018:340 | −16   | 10     |
| 27. | SE Tiradentes                 | 14  | 4  | 2  | 8 | 013:380 | −25   | 10     |
| 28. | América FC (RN)               | 14  | 4  | 1  | 9 | 011:240 | −13   | 09     |
| 29. | Atlético Rio Negro Clube (AM) | 14  | 3  | 3  | 8 | 008:270 | −19   | 09     |
| 30. | Botafogo FC (SP)              | 6   | 3  | 1  | 2 | 004:300 | +1    | 07     |
| 31. | Americano FC (RJ)             | 6   | 1  | 4  | 1 | 005:700 | −2    | 06     |
| 32. | Uberaba SC                    | 6   | 1  | 1  | 4 | 009:140 | −5    | 03     |
| 33. | CS Alagoano                   | 8   | 2  | 2  | 4 | 012:120 | ±0    | 06     |
| 34. | Joinville EC                  | 8   | 2  | 2  | 4 | 007:120 | −5    | 06     |
| 35. | Paysandu SC                   | 8   | 2  | 1  | 5 | 012:150 | −3    | 05     |
| 36. | CA Juventus                   | 8   | 1  | 3  | 4 | 005:100 | −5    | 05     |
| 37. | Brasília FC                   | 8   | 1  | 2  | 5 | 005:140 | −9    | 04     |
| 38. | Moto Club de São Luís         | 8   | 0  | 4  | 4 | 006:140 | −8    | 04     |
| 39. | Fortaleza EC                  | 8   | 0  | 4  | 4 | 006:170 | −11   | 04     |
| 40. | Mixto EC                      | 8   | 1  | 1  | 6 | 007:170 | −10   | 03     |
| 41. | Ferroviário AC (CE)           | 8   | 1  | 1  | 6 | 005:170 | −12   | 03     |
| 42. | Rio Branco AC                 | 8   | 1  | 1  | 6 | 004:160 | −12   | 03     |
| 43. | Galícia EC                    | 8   | 0  | 3  | 5 | 002:900 | −7    | 03     |
| 44. | FC Treze                      | 8   | 1  | 0  | 7 | 007:250 | −18   | 02     |

| (M) | Meister des Vorjahres |